# 캐롤라인판
캐롤라인판(Caroline Plate)은 뉴기니섬 북쪽에 위치한 판이다. 남쪽에서는 새머리판, 우들라크판이 섭입한다. 북동쪽에서는 태평양판과 변환단층을 이룬다. 필리핀해판과는 수렴 경계를 이룬다.

## 참고
- Bird, P. (2003) An updated digital model of plate boundaries, Geochemistry Geophysics Geosystems, 4(3), 1027, doi:10.1029/2001GC000252.

Bracey, D.R. (1983) Geophysics and tectonic development of the Caroline Basin, U.S. Naval Oceanographic Office TR283.